# Otoliet

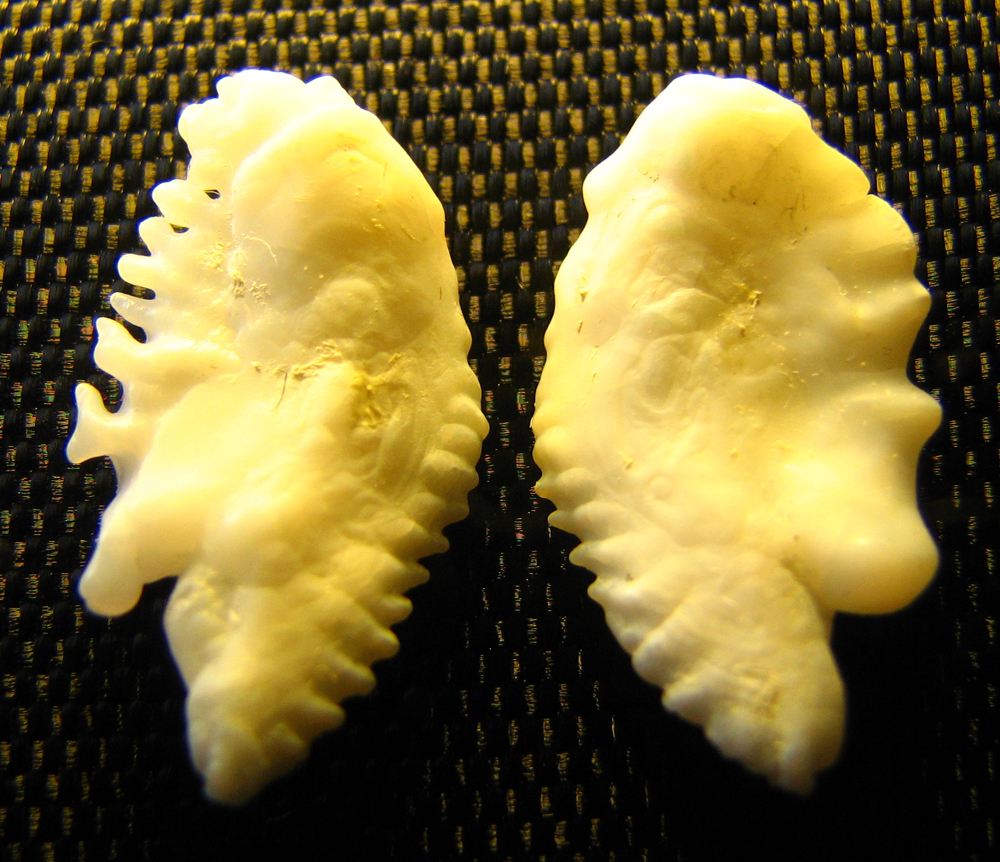
Otolieten van Sebastes mentella

Een otoliet, (Oudgrieks: οὖς, ous, oor + λίθος, lithos, steen) is een structuur in het binnenoor van gewervelden, onder andere mensen en vissen, dat uit calciumcarbonaatkristallen en een gelatineuze massa bestaat. Ze staan in verbinding met groepen gecilieerde cellen (neuromast) op de slakkenhuiswand van het binnenoor. Ze spelen een rol in het mechanisch waarnemen van geluid, versnelling en zwaartekracht. Zoals bij bomen, heeft een otoliet ook jaargroeiringen, zo kan de leeftijd van de vis berekend worden.